# Lucius Junius Moderatus Columella
Lucius Junius Moderatus Columella was een Romeins agronoom uit de eerste eeuw na Christus, geboren te Gades (thans Cádiz) in de regio Baetica. Hij was afkomstig uit de ridderstand en genoot gedegen onderwijs in grammatica en rhetorica. Hij diende in het leger als tribunus militum in Syrië en Cilicië, waar hij bewondering opvatte voor de landbouwtechnieken aldaar.  Deze voorliefde voor de 'res rustica' schijnt te hij van zijn oom aan vaderskant over gekregen te hebben. Op rijpere leeftijd schreef hij zijn magnum opus, de De re rustica, een boek over de landbouw, waarmee hij gold als autoriteit op dit gebied gedurende de verdere oudheid en de vroege middeleeuwen. 									

## Werken
Van Columella zijn de volgende werken bekend:
- Adversus astrologos, waarin hij zich kant tegen de astrologen over hun visie op de beïnvloeding van het klimaat door de sterren. Van dit werk is niets overgeleverd, Columella vermeldt dit wel reeds voor de De re rustica geschreven te hebben in XI,1, 31. Dit is de enige bekende vermelding van dit werk.
- (Liber) de arboribus, overgeleverd in dezelfde handschriften als De re rustica. Hoewel er tegenwoordig algemeen aangenomen wordt dat het van de hand van Columella op jongere leeftijd is, blijft er onzekerheid over het auteurschap.
- De re rustica
- De lustrationibus et ceteris sacrificiis pro frugibus, een werk over religieuze handelingen aangaande de landbouw. Het is onbekend of Columella aan dit boek toegekomen is; hij vermeldt wel zijn verlangen het te schrijven in II, 21, 5. Dit is de enige vermelding van dit werk.

## De re rustica
De De re rustica omvat twaalf boeken die gestructureerd zijn volgens hun inhoud. Elf ervan zijn in proza gesteld en één, namelijk het tiende, in metrum. Alle twaalf handelen over granen, groenten, wijnbouw, bomen, vee of de andere zaken met betrekking tot het boerenleven. Bij het schrijven maakte Columella veelvuldig gebruik van eerdere agronomen, naast zijn eigen ervaring. In het eerste deel van het eerste boek noemt hij een lijst van Griekse auteurs, Punische auteurs als Mago, en Romeinse auteurs, onder wie Cato de Oudere, Varro, Cornelius Celsus, en niet de minste Vergilius. Hij citeert hen herhaaldelijk, verbetert waar nodig, maar is hen vooral erkentelijk.
Twee basisgedachten, vermeld in de praefatio, gepresenteerd als een advies aan een zekere Publius Silvinus, vormen mede de aanleiding tot dit werk. In zijn tijd bemerkte men dat de vruchtbaarheid van de bodem afnam, en Columella weet dit aan de slavenarbeid en de weinige aandacht van de eigenaars voor hun grond. Ten tweede staat de landbouw in hoog aanzien, en is het een edel beroep voor de Romein. 	

## Stijl
Columella's stijl is enigszins dubbel. Enerzijds, gezien zijn studies, schrijft hij ciceroniaans, anderzijds gebruikt hij colloquiaal en technisch taalgebruik en vertoont hij trekken van laatklassiek Latijn. Hij zoekt steeds naar variatie en streeft symmetrisch evenwicht na, hij benut zelfs metrische clausules, en dan vooral eindigend met een 'adonius'.